# 西班牙比利·简·金杯代表队
西班牙比利·简·金杯代表队是代表西班牙参加女子网球世界杯比利·简·金杯（以前称为联合会杯）的队伍，由西班牙皇家网球联合会负责组织管理和参赛。西班牙队在1991年、1993年、1994年、1995年和1998年共夺得5次冠军，并6次闯入决赛。该队历史上最成功的球员是阿蘭查·桑切斯·維卡里奧，是目前参赛次数最多，获胜场数最多（包括单打和双打）的西班牙球员。